# Веприцький район
Веприцький райо́н — колишній район Роменської і Сумської округ.

## Історія
Утворений 7 березня 1923 року з центром у с. Веприк у складі Роменської округи Полтавської губернії з Веприцької, Велико-Будищенської і Бобрицької волостей.
13 червня 1930 року Роменська округа розформована, а район перейшов до Сумської округи.
Ліквідований 15 вересня 1930 року, територія приєднана до Гадяцького району.